# Cavimbe
Cavimbe é uma comuna angolana. Pertence ao município do Bocoio, na província de Benguela.